# Arteria dorsal del pie
La arteria dorsal del pie es una arteria del miembro inferior que se origina como continuación de la arteria tibial anterior. Proporciona sangre oxigenada a la superficie dorsal del pie.

## Trayecto
Nace en la cara anterior de la articulación del tobillo como continuación de la arteria tibial anterior. Termina en la parte proximal del primer espacio intermetatarsiano, donde se divide en dos ramas, la primera arteria metatarsiana dorsal (para el dedo gordo) y la arteria plantar profunda.

## Ramas

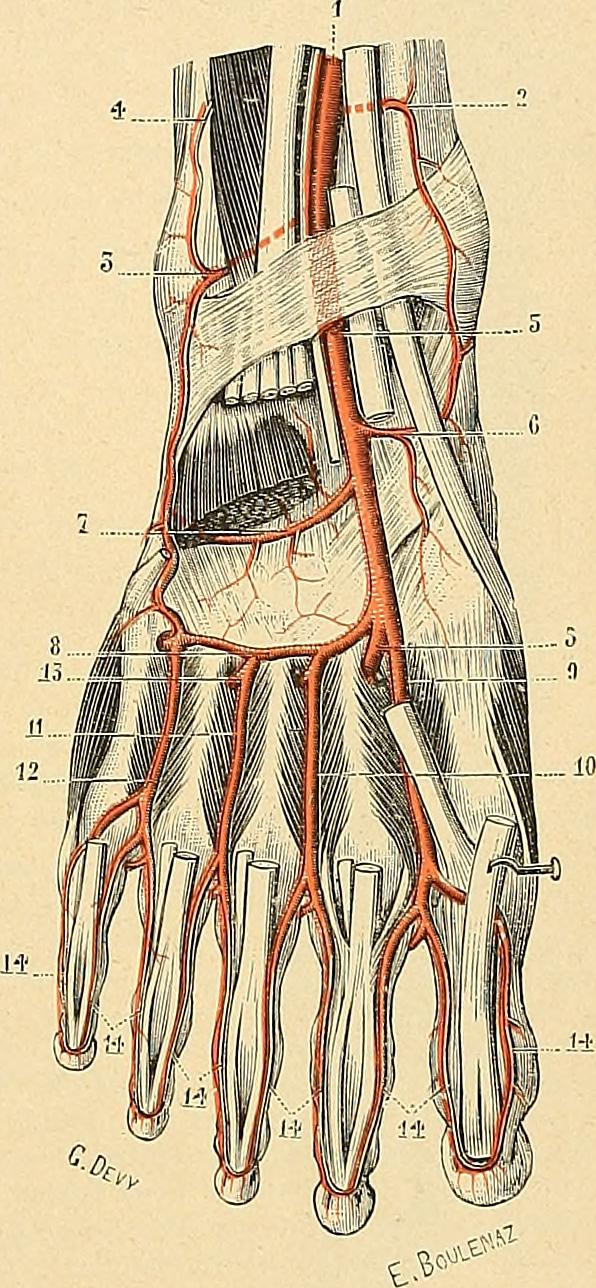
1: arteria tibial anterior; 2: arteria maleolar anteromedial; 3: arteria maleolar anterolateral; 4: rama perforante de la arteria peroné; 5: arteria dorsal del pie; 6: rama tarsal medial; 7: arteria tarsal dorsal; 8: arteria dorsal del metatarsiano; 9, 10, 11, 12: primera, segunda, tercera y cuarta arterias interóseas dorsales; 13: arteria perforante; 14: arterias colaterales dorsales

Según el Diccionario enciclopédico ilustrado de medicina Dorland, 27.ª edición, presenta las ramas tarsiana lateral (arteria lateral del tarso), tarsiana medial (arterias mediales del tarso), arqueada (arteria arcuata del pie) y las arterias plantares profundas (arteria plantar profunda).

### Ramas en la Terminología Anatómica
La Terminología Anatómica contempla las siguientes ramas:
A12.2.16.049 Arteria lateral del tarso (arteria tarsalis lateralis).
A12.2.16.050 Arterias mediales del tarso (arteriae tarsales mediales).
A12.2.16.051 Arteria arcuata del pie (arteria arcuata pedis).
A12.2.16.052 Arterias metatarsianas dorsales (arteriae metatarsales dorsales).
A12.2.16.053 Arterias digitales dorsales del pie (arteriae digitales dorsales pedis).
A12.2.16.054 Arteria plantar profunda (arteria plantaris profundus).

## Distribución
Irriga el pie y los dedos de los pies.

## Palpación del pulso en la arteria dorsal del pie
El pulso de la arteria dorsal del pie puede palparse fácilmente en la zona lateral al tendón del músculo extensor largo del dedo gordo (o medialmente al tendón del músculo extensor largo de los dedos) en la superficie dorsal del pie, distal respecto a la tuberosidad del hueso navicular, que sirve como referencia fiable para la palpación. Es examinado a menudo por los médicos, cuando evalúan si un determinado paciente presenta la enfermedad vascular periférica. Está ausente, unilateral o bilateralmente (en un lado o en ambos), en el 2-3 % de los individuos sanos.